# Olympische Winterspiele 2006/Teilnehmer (Belgien)
| Gelbes Symbol für Goldmedaillen mit stilisierten Olympischen Ringen | Graues Symbol für Silbermedaillen mit stilisierten Olympischen Ringen | Braundes Symbol für Bronzemedaillen mit stilisierten Olympischen Ringen |
| ------------------------------------------------------------------- | --------------------------------------------------------------------- | ----------------------------------------------------------------------- |
| —                                                                   | —                                                                     | —                                                                       |

Belgien nahm an den Olympischen Winterspielen 2006 im italienischen Turin mit einer Delegation von vier Athleten teil.

## Flaggenträger
Der Eiskunstläufer Kevin Van der Perren trug die Flagge Belgiens während der Eröffnungsfeier, bei der Schlussfeier wurde sie vom Eisschnellläufer Bart Veldkamp getragen.

## Teilnehmer nach Sportarten

### Eiskunstlauf
- Kevin Van der Perren
9. Platz – 197,39 Pkt.

### Eisschnelllauf
- Bart Veldkamp
5000 m, Herren: 13. Platz – 6:32,02 min; +17,34 s
10.000 m, Herren: 14. Platz – 13:48,12 min; +46,55 s

### Shorttrack
- Wim De Deyne
500 m: im Halbfinale ausgeschieden
1500 m: im Vorlauf ausgeschieden
- Pieter Gysel
500 m: im Vorlauf ausgeschieden
1000 m: im Halbfinale disqualifiziert
1500 m: im Halbfinale ausgeschieden